# عمر تيخيدا
عمر تيخيدا (بالإسبانية: Omar Tejeda)‏ (22 أغسطس 1988 بولاية فيراكروز في المكسيك - ) هو لاعب كرة قدم مكسيكي في مركز الوسط. لعب مع Lobos BUAP ‏.

## وصلات خارجية
- عمر تيخيدا على موقع قاعدة بيانات كرة القدم.إي يو (الإنجليزية)
- عمر تيخيدا على موقع Soccerway.com (الإنجليزية)